# Moldovița
Moldovița è un comune della Romania di 5 201 abitanti, ubicato nel distretto di Suceava, nella regione storica della Bucovina.
Il comune è formato dall'unione di 4 villaggi: Argel, Demacușa, Moldovița, Rașca.
Nel territorio del comune si trova l’omonimo monastero.
Il monastero di Moldovita è stato costruito fra 1402 e il 1410 da Alexander il Buono. All’inizio del sedicesimo secolo il monastero è caduto a causa di uno smottamento. Nel 1532 il reggente Petru Rares ha costruito un nuovo monastero a 500 m a sud di quello vecchio. Il Reggente l'ha fatto circondare con torrette e forti mura di protezione. La pittura esterna è stata realizzata nel 1537 da Toma da Suceava. Sulla parete sud possiamo ammirare L’Assedio di Costantinopoli,l’Albero di Gesù, un gruppo di alcuni famosi filosofi antichi. Il monastero di Moldovita ospita un museo importante in cui fa bella mostra Il Golden Apple,un premio consegnato dall’Associazione Internazionale dei Giornalisti a tutti e cinque i monasteri moldavi come riconoscimento per il valore artistico e culturale degli affreschi sulle pareti esterne. La chiesa è stata dichiarata Patrimonio dell'umanità dell'UNESCO come parte del complesso delle Chiese della Moldavia.